# NGC 7612
NGC 7612 (również PGC 71089 lub UGC 12512) – galaktyka soczewkowata (S0), znajdująca się w gwiazdozbiorze Pegaza. Odkrył ją Heinrich Louis d’Arrest 26 maja 1863.